# Jesús Rangel
Jesús Rangel (20 de setembro de 1980) é um voleibolista profissional mexicano.

## Carreira
Jesús Rangel é membro da seleção mexicana de voleibol masculino. Em 2016, representou seu país napós 48 anos de ausência do país no voleibol nos Jogos Olímpicos de Verão no Rio de Janeiro, que ficou em 12º lugar.